# Прелюдія до Аксанара
Прелюдія до Аксанара (також Зоряний шлях: Прелюдія до Аксанара та Чотирирічна війна, частина III: Прелюдія до Аксанара) — короткометражний фільм 2014 року, створений фанатами, знятий Крістіаном Ґоссетом за сценарієм Ґоссетта та Алека Пітерса. Продакшн, який фінансувався через «Kickstarter», шукав 10 000 доларів, але зібрав 101 000 доларів. Показ відбувся 26 липня 2014 року на «San Diego Comic-Con».

## Про фільм
Дія фільму розгортається у всесвіті Зоряного шляху ірозповідає про події, пов'язані з битвою при Аксанарі, згадані без будь-яких подробиць в оригіналі. Епізод серіалу «Кого знищують боги», тут зображений як вирішальний військовий конфлікт між Об'єднаною Федерацією планет і Клінгонською імперією.

## Знімались
| Актор               | Роль                 |
| ------------------- | -------------------- |
| Річард Гетч         | Кхарн                |
| Тоні Тодд           | адмірал Рамірес      |
| Кейт Вернон         | капітанка Александер |
| Джон Гарман Герцлер | адмірал Тревіс       |
| Гері Грехем         | посол Совал          |